# Wanadowce
| Grupa → | 5 VB   |
| ↓ Okres |        |
| ------- | ------ |
| 4       | 23 V   |
| 5       | 41 Nb  |
| 6       | 73 Ta  |
| 7       | 105 Db |

Wanadowce – pierwiastki chemiczne tworzące piątą grupę układu okresowego pierwiastków. Są to ciężkie, trudno topliwe metale.
Do wanadowców należą wanad (V), niob (Nb), tantal (Ta) i dubn (Db).

## Konfiguracje elektronowe
- V - [Ar]3d34s2
- Nb - [Kr]4d45s1
- Ta - [Xe]4f145d36s2
- Db - [Rn]5f146d37s2

Wanadowce
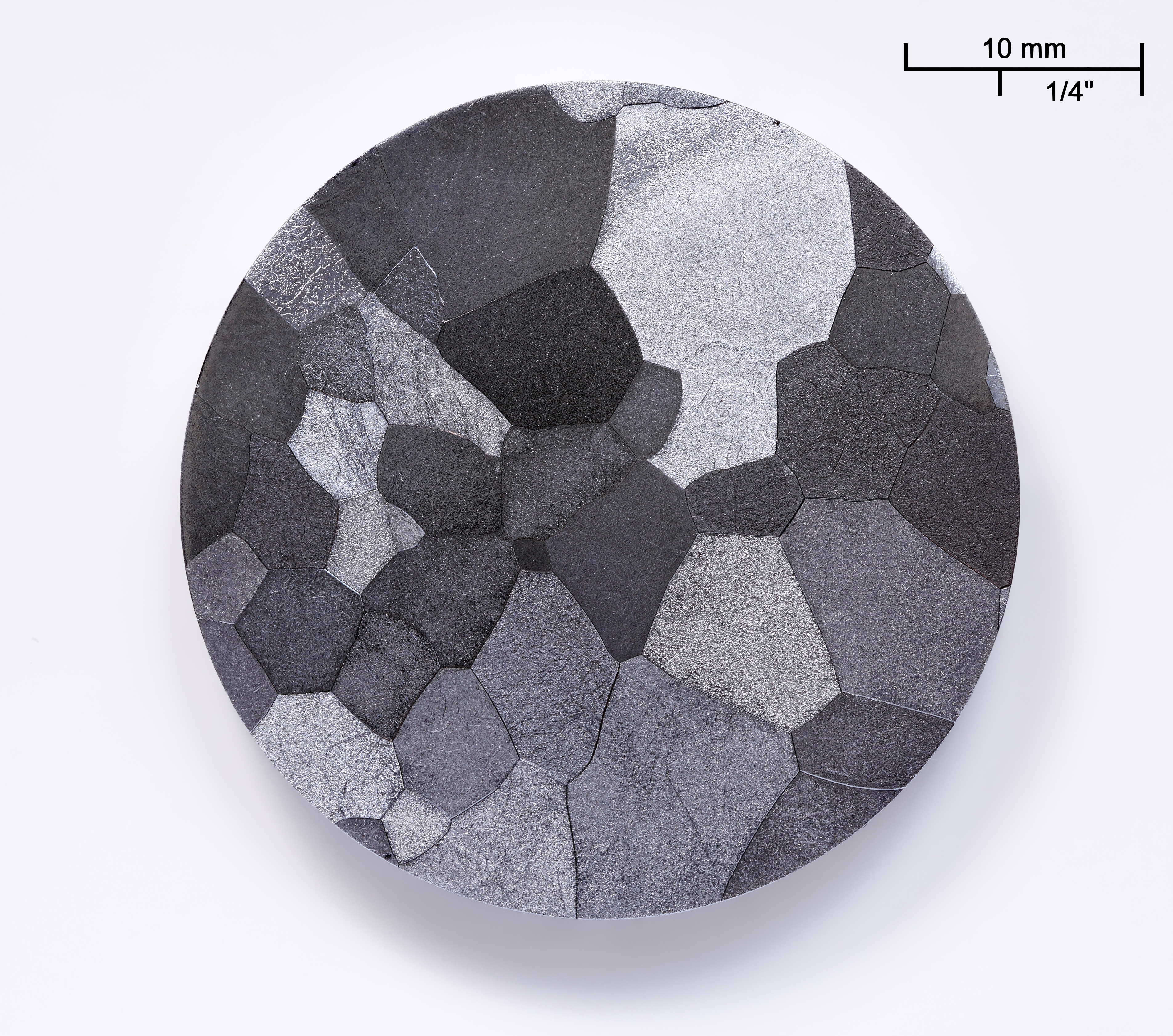
Wanad
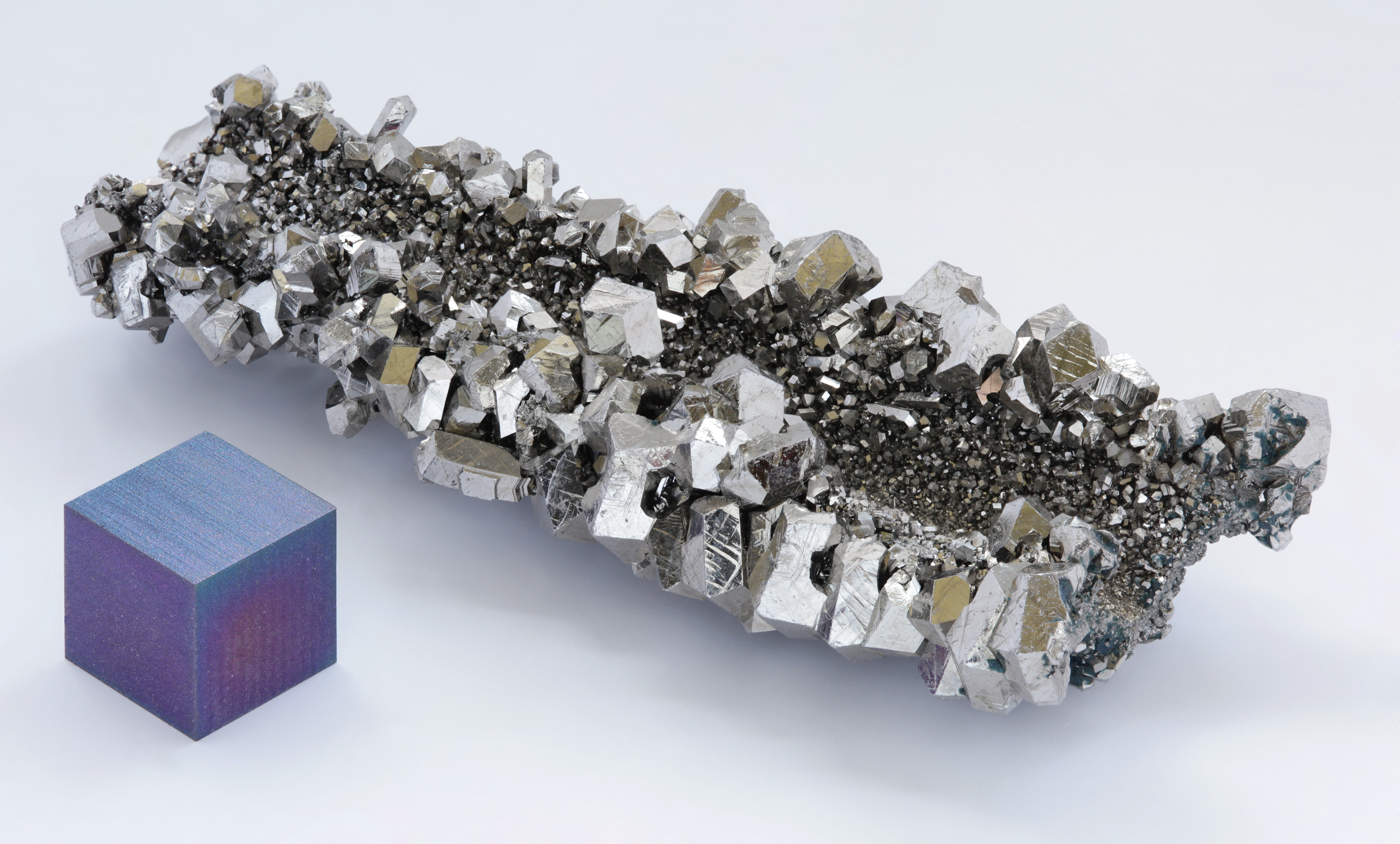
Niob
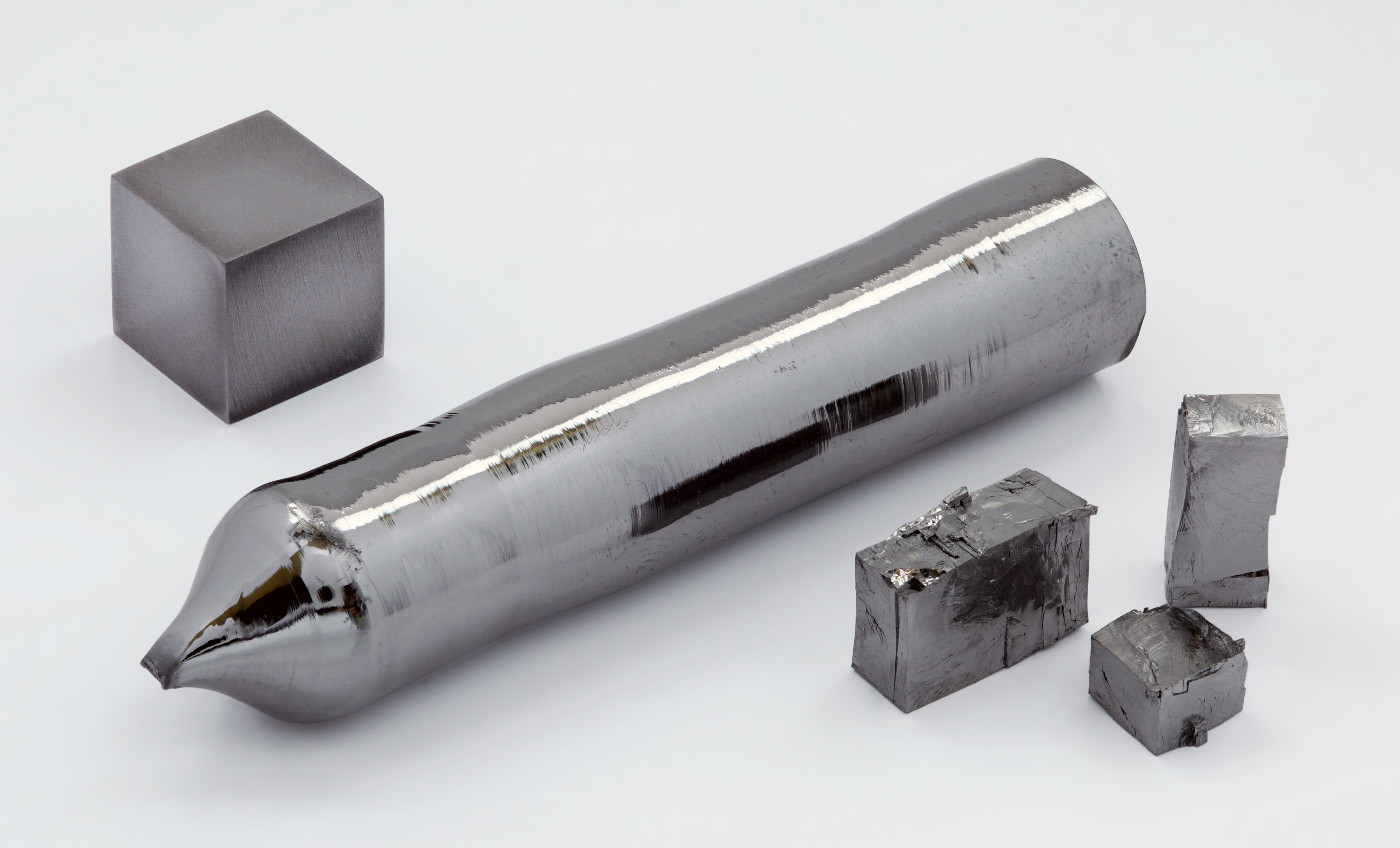
Tantal